# Öppet vatten-simning vid världsmästerskapen i simsport 2022 – Damernas 5 km
Damernas 5 km vid världsmästerskapen i simsport 2022 avgjordes den 27 juni 2022 i Lupa-tó i Budapest i Ungern.
Brasilianska Ana Marcela Cunha tog sitt andra raka VM-guld på 5 km efter ett lopp på 57 minuter och 52,9 sekunder. Silvret togs av franska Aurélie Muller som slutade nio tiondelar bakom Cunha. Bronset togs av italienska Giulia Gabbrielleschi som tog sin första individuella VM-medalj.

## Resultat
Loppet startade klockan 12:00.
| Placering | Namn                   | Nationalitet  | Tid                 |
| --------- | ---------------------- | ------------- | ------------------- |
| 1         | Ana Marcela Cunha      | Brasilien     | 57.52,9             |
| 2         | Aurélie Muller         | Frankrike     | 57.53,8             |
| 3         | Giulia Gabbrielleschi  | Italien       | 57.54,9             |
| 4         | Leonie Beck            | Tyskland      | 57.56,2             |
| 5         | María de Valdés        | Spanien       | 57.59,0             |
| 6         | Ginevra Taddeucci      | Italien       | 58.00,4             |
| 7         | Viviane Jungblut       | Brasilien     | 58.00,5             |
| 8         | Moesha Johnson         | Australien    | 58.02,5             |
| 9         | Jeannette Spiwoks      | Tyskland      | 58.06,2             |
| 10        | Sharon van Rouwendaal  | Nederländerna | 58.08,9             |
| 11        | Airi Ebina             | Japan         | 1:00.00,0           |
| 12        | Summer Smith           | USA           | 1:00.02,2           |
| 13        | Yukimi Moriyama        | Japan         | 1:00.03,7           |
| 14        | Ángela Martínez        | Spanien       | 1:00.49,5           |
| 15        | Réka Rohács            | Ungern        | 1:00.51,5           |
| 16        | Nip Tsz Yin            | Hongkong      | 1:00.51,6           |
| 17        | Eva Fabian             | Israel        | 1:00.54,4           |
| 18        | Catherine van Rensburg | Sydafrika     | 1:00.55,6           |
| 19        | Lenka Štěrbová         | Tjeckien      | 1:00.57,1           |
| 20        | Anna Auld              | USA           | 1:00.57,2           |
| 21        | Burcu Naz Narin        | Turkiet       | 1:00.57,4           |
| 22        | Ma Xiaoming            | Kina          | 1:00.59,0           |
| 23        | Špela Perše            | Slovenien     | 1:00.59,1           |
| 24        | Vivien Balogh          | Ungern        | 1:00.59,2           |
| 25        | Krystyna Pantjisjko    | Ukraina       | 1:01.00,3           |
| 26        | Finella Gibbs-Beal     | Australien    | 1:01.01,2           |
| 27        | Sevim Eylül Süpürgeci  | Turkiet       | 1:01.01,2           |
| 28        | Emma Finlin            | Kanada        | 1:01.01,3           |
| 29        | Amica de Jager         | Sydafrika     | 1:01.03,7           |
| 30        | Lee Jong-min           | Sydkorea      | 1:01.07,7           |
| 31        | Abby Dunford           | Kanada        | 1:01.08,9           |
| 32        | María Bramont-Arias    | Peru          | 1:01.13,9           |
| 33        | Diana Taszhanova       | Kazakstan     | 1:03.02,7           |
| 34        | Martha Sandoval        | Mexiko        | 1:03.13,5           |
| 35        | Arianna Valloni        | San Marino    | 1:03.38,5           |
| 36        | Nikita Lam             | Hongkong      | 1:04.03,8           |
| 37        | Fátima Portillo        | El Salvador   | 1:04.56,7           |
| 38        | Isabella Babbitt       | Ecuador       | 1:04.59,3           |
| 39        | Ruby Heath             | Nya Zeeland   | 1:05.15,7           |
| 40        | Xeniya Romanchuk       | Kazakstan     | 1:05.22,5           |
| 41        | Citlalli Mora          | Mexiko        | 1:05.22,8           |
| 42        | Chantal Liew           | Singapore     | 1:05.28,8           |
| 43        | Kim Jin-ha             | Sydkorea      | 1:05.33,4           |
| 44        | Marija Bondarenko      | Ukraina       | 1:05.56,3           |
| 45        | Leandra Díaz           | Puerto Rico   | 1:07.12,3           |
| 46        | Candice Ang            | Singapore     | 1:07.56,3           |
| 47        | Sofía Guevara          | Ecuador       | 1:07.56,6           |
| 48        | Alondra Quiles         | Puerto Rico   | 1:09.22,9           |
| 49        | María Porres           | Guatemala     | 1:10.09,4           |
| 50        | Maiza Cardozo          | Uruguay       | 1:11.31,5           |
| 51        | Therese Soukup         | Seychellerna  | 1:12.01,6           |
| –         | Sindhu Moro            | Indien        | Utanför tidsgränsen |
| –         | Diana Quirós           | Costa Rica    | Utanför tidsgränsen |
| –         | Leslie Rojas           | Bolivia       | Utanför tidsgränsen |
| –         | Karimah Katemba        | Uganda        | Utanför tidsgränsen |
| –         | Seneshi Herath         | Sri Lanka     | Startade inte       |